# ジャパンカップ
ジャパンカップは、日本中央競馬会（JRA）が東京競馬場で施行する中央競馬の重賞競走（GI）。英称の頭文字から、JCという略称も用いられることがある。
正賞は農林水産大臣賞、アイルランド大使賞、ロンジン賞、日本馬主協会連合会会長賞、東京馬主協会賞。

## 概要
1981年に創設された国際招待競走で、日本初の国際GIでもある。また、国際競走であるため、JRAの厩舎関係者表彰においては、最優秀騎手賞と最優秀調教師賞の資格を得るにあたり「1着をとらねばならない競走」のひとつに指定され、いわゆる「八大競走」と同格の扱いを受けていた。
かつては中山グランドジャンプとジャパンカップダートも国際招待競走になっていたが、中山グランドジャンプは2011年より、ジャパンカップダートは2014年よりチャンピオンズカップに改称の上、いずれもJRAが馬や関係者の諸費用を負担しない国際競走となっている。

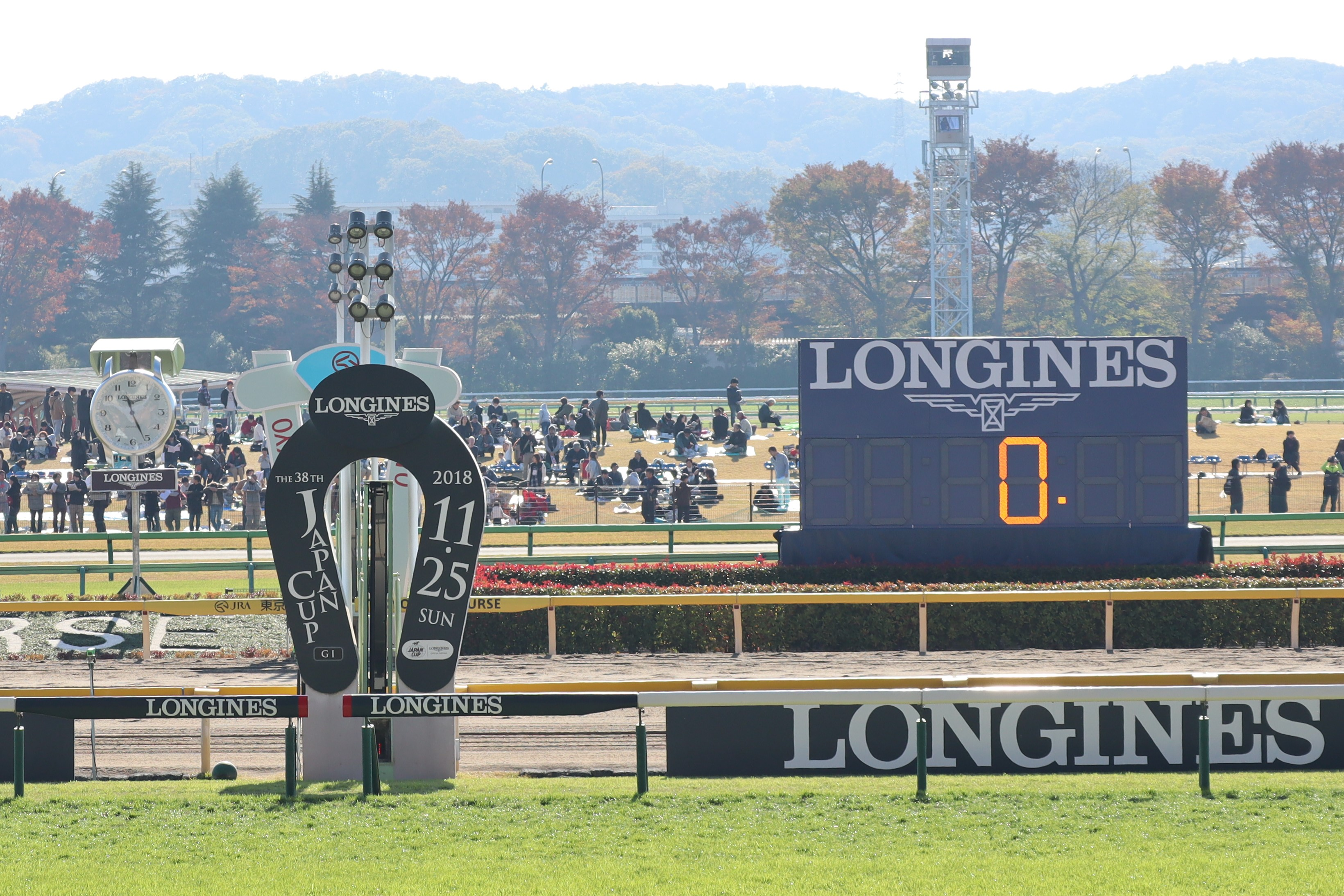
ジャパンカップ当週の東京競馬場（2018年）。写真後面にロンジンのタイマーが特設されている

本競走は2014年にスイス発祥の世界大手時計メーカー・ロンジンとパートナーシップを締結し、公式計時もロンジンがサポートしており、2022年現在の正式名称は「ジャパン・オータムインターナショナル ロンジン賞　ジャパンカップ」となっている。
なお、ジャパンカップダート（現・チャンピオンズカップ）との同日開催となった2004年と2012年以後は平年の第5回中山競馬相当分が代替されない限り、ジャパンカップが東京競馬場の年内最終競走となっている（それ以外の年は、ジャパンカップ終了後に一般、または特別競走が最終競走として行われていた。また他場への振り替えは、2002年に東京競馬場の馬場の拡幅工事及びスタンドの建て替え工事により、中山競馬場で代替された1例だけである）。

### 国際的評価
世界の競馬開催国は、平地競走については国際セリ名簿基準書においてパートIからパートIIIまでランク分けされており、2014年時点で日本は平地競走が最上位のパートIにランク付けされている。
国際競馬統括機関連盟（IFHA）が公表した「世界のトップ100GIレース」によると、2018年度の格付ランキングでは、世界7位、日本のレースの中では有馬記念を抜いて1位（有馬記念は日本2位）に位置付けられた。2019年度のランキングでは世界46位、日本の中では7位であった。2020年度のランキングでは世界3位、日本の中では1位であった。2021年度のランキングでは世界12位、日本の中では4位であった。2023年度に1～4着馬の平均値(牝馬は4ポンド加算)で決まるワールドベストレースにレースレーティング126.75ポンドで日本競馬史上初めて1位に選定された。これを受けて、JRAは2024年2月3日の第11競走「早春ステークス」（4歳以上3勝馬クラス・東京芝2400m）のレース名を「ジャパンカップ 2023年度ロンジンワールドベストレース受賞記念」に急遽改題した。

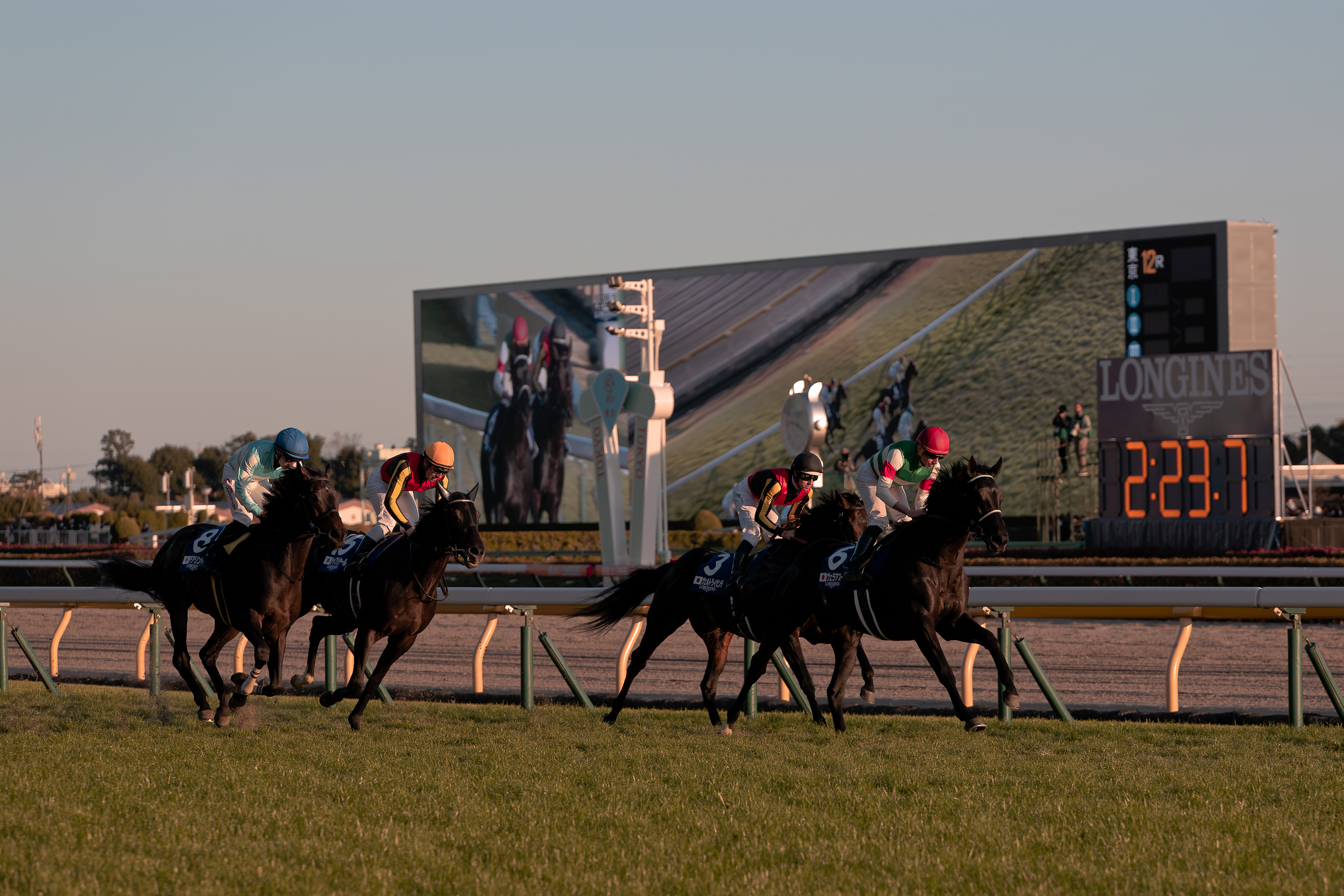
第42回（2022年）ジャパンカップ
優勝馬：ヴェラアズール（鞍上： ライアン・ムーア）

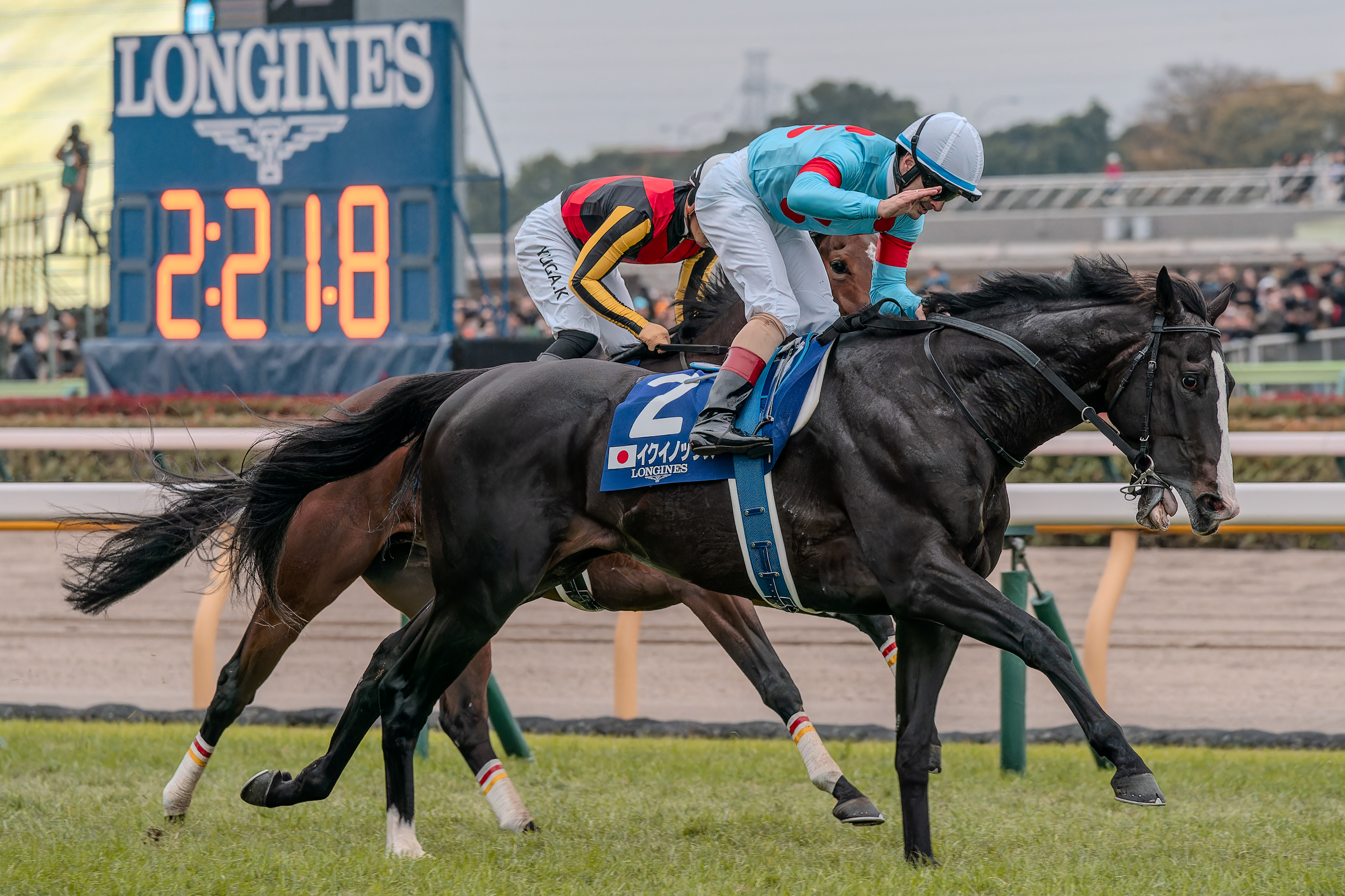
第43回（2023年）ジャパンカップ
優勝馬：イクイノックス（鞍上： クリストフ・ルメール）

### 競走条件
以下の内容は2024年現在のもの。
出走資格：サラ系3歳以上（出走可能頭数：最大18頭）
- JRA所属馬
- 地方競馬所属馬（選定馬のみ）
なお2025年度から、地方競馬所属馬が出走する場合は、オープン馬のみとし、下級条件（JRAでの3勝クラス以下相当）の地方所属馬は出走できないことに改正された[17]。
- 本競走に出走登録した外国馬（優先出走）

負担重量：定量（3歳56kg、4歳以上58kg、牝馬2kg減）

#### 日本馬の出走権
- レーティング110（牝馬は106）以上の上位5頭に優先出走権が与えられる[2]（レーティングが同じ値の場合は「近走成績や距離実績などを総合的に勘案して」順位をつけているとしている[18]）。
- その他は「通算収得賞金」+「過去1年間の収得賞金」+「過去2年間のGI競走の収得賞金」の総計が多い順に出走できる[2][19]。

#### 外国馬の出走権
出馬投票を行った外国馬は、優先出走が認められている。
また、JRAが指定した競走（下表参照）の上位馬に対し優先出走権を与えている。
| 開催国・競走名                                 | 格 | 競馬場             | 距離      | 優先出走権対象馬 | 優先出走権付与年 |
| ---------------------------------------------- | -- | ------------------ | --------- | ---------------- | ---------------- |
| キングジョージ6世&クイーンエリザベスステークス | G1 | アスコット         | 芝11f211y | 1着馬・2着馬     | 2008年 -         |
| 凱旋門賞                                       | G1 | パリロンシャン     | 芝2400m   | 1着馬・2着馬     | 2008年 -         |
| アイリッシュチャンピオンステークス             | G1 | レパーズタウン     | 芝10f     | 1着馬            | 2008年 -         |
| バーデン大賞                                   | G1 | バーデンバーデン   | 芝2400m   | 1着馬            | 2008年 -         |
| アーリントンミリオンステークス                 | G1 | コロニアルダウンズ | 芝10f     | 1着馬            | 2009年 -         |
| ブリーダーズカップ・ターフ                     | G1 | 持ち回り           | 芝12f     | 1着馬            | 2011年 -         |

### 賞金

#### 本賞金
2024年の1着本賞金は5億円で、以下2着2億円、3着1億3,000万円、4着7,500万円、5着5,000万円。1着本賞金は有馬記念と並んで中央競馬・地方競馬を通じて最高額。
第1回（1981年）の1着本賞金は、当時有馬記念・東京優駿・天皇賞と同じ中央競馬最高額である6,500万円であった。第9回（1989年）に初めて1着本賞金が1億円を超え1億300万円となった。第2回（1982年）から第12回（1992年）までは毎年増額されたが、第13回（1993年）と第14回（1994年）は前年と同額（1億3,000万円）に据え置かれた。第15回（1995年）に1億3,200万円となり、その後第19回（1999年）まで同額であった。第20回（2000年）には2億5,000万円と前年比で約90%増額され、この年初めてジャパンカップの1着本賞金が単独で最高額となった。その後第34回（2014年）まで2億5,000万円に据え置かれていたが、第35回（2015年）に3億円に増額された。ちなみに、その翌年2016年に有馬記念の1着本賞金も3億円に増額され、この年以降はジャパンカップと有馬記念の1着本賞金は同額である。第42回（2022年）に4億円、第43回（2023年）に5億円、と2年続けて1億円ずつ増額されたが、これは年々香港国際競走（特に同距離に近い香港カップ・香港ヴァーズ）への出走馬の流出が相次いでいること、日本国外においてもサウジカップ（1000万USドル）、ドバイワールドカップ（696万USドル）、凱旋門賞（285万7000ユーロ）などに代表される世界最高賞金額のレースが増えてきており、「海外の主要競走に対する競争力を高める」ことが理由である。

#### 褒賞金制度
天皇賞（秋）・ジャパンカップ・有馬記念の3競走を同一年にすべて優勝したJRA所属馬には内国産馬2億円、外国産馬1億円の褒賞金が交付される。
なお、指定競走（下表参照）の当年優勝馬がジャパンカップに出走した場合に褒賞金を交付している。
指定外国競走
"f"はハロン (≒201.17 m)、"y"はヤード (＝0.9144 m)。
| 開催国・競走名                                 | 格 | 競馬場               | 距離      |
| ---------------------------------------------- | -- | -------------------- | --------- |
| キングジョージ6世&クイーンエリザベスステークス | G1 | アスコット           | 芝11f211y |
| 凱旋門賞                                       | G1 | パリロンシャン       | 芝2400m   |
| バーデン大賞                                   | G1 | バーデンバーデン     | 芝2400m   |
| アーリントンミリオンステークス                 | G1 | コロニアルダウンズ   | 芝10f     |
| ブリーダーズカップ・ターフ                     | G1 | 持ち回り             | 芝12f     |
| ダービーステークス                             | G1 | エプソム             | 芝12f6y   |
| ジョッケクルブ賞                               | G1 | シャンティイ         | 芝2100m   |
| アイリッシュダービー                           | G1 | カラ                 | 芝12f     |
| カナディアンインターナショナルステークス       | G1 | ウッドバイン         | 芝12f     |
| コックスプレート                               | G1 | ムーニーヴァレー     | 芝2040m   |
| パリ大賞                                       | G1 | パリロンシャン       | 芝2400m   |
| インターナショナルステークス                   | G1 | ヨーク               | 芝10f56y  |
| サンクルー大賞                                 | G1 | サンクルー           | 芝2400m   |
| ドバイシーマクラシック                         | G1 | メイダン             | 芝2410m   |
| チャンピオンステークス                         | G1 | アスコット           | 芝9f212y  |
| プリンスオブウェールズステークス               | G1 | アスコット           | 芝9f212y  |
| エクリプスステークス                           | G1 | サンダウン           | 芝9f209y  |
| ソードダンサーステークス                       | G1 | サラトガ             | 芝12f     |
| アイリッシュチャンピオンステークス             | G1 | レパーズタウン       | 芝10f     |
| ジョーハーシュターフクラシック                 | G1 | ベルモントパーク     | 芝12f     |
| コーフィールドカップ                           | G1 | コーフィールド       | 芝2400m   |
| メルボルンカップ                               | G1 | フレミントン         | 芝3200m   |
| マンハッタンステークス                         | G1 | ベルモントパーク     | 芝10f     |
| タンクレッドステークス                         | G1 | ローズヒルガーデンズ | 芝2400m   |
| コロネーションカップ                           | G1 | エプソム             | 芝12f6y   |
| ベルリン大賞                                   | G1 | ホッペガルテン       | 芝2400m   |
| オイロパ賞                                     | G1 | ケルン               | 芝2400m   |

過去の指定外国競走
| 開催国・競走名                 | 格 | 競馬場   | 距離        |
| ------------------------------ | -- | -------- | ----------- |
| ブリーダーズカップ・クラシック | G1 | 持ち回り | ダート10f   |
| ドバイワールドカップ           | G1 | メイダン | ダート2000m |

褒賞金の額
|            | 本競走1着馬 | 本競走2着馬 | 本競走3着馬 | 本競走4着馬 | 本競走5着馬 | 左記以外   |
| ---------- | ----------- | ----------- | ----------- | ----------- | ----------- | ---------- |
| 外国調教馬 | 300万米ドル | 120万米ドル | 75万米ドル  | 45万米ドル  | 30万米ドル  | 20万米ドル |
| 日本調教馬 | 200万米ドル | 80万米ドル  | 50万米ドル  | -           | -           | 10万米ドル |

## 歴史
1970年代後半より「世界に通用する強い馬づくり」が提唱され、日本国外の調教馬を招待して国際競走を開催する計画も持ち上がっていたが、招待馬の選定にあたりJRAと各国との意向に齟齬があり実現しなかった経緯がある。1981年に日本初の国際招待競走として、ジャパンカップが創設された。同時に、開催時期が近接していたNCK（現・JRA）の重賞競走『TBS杯クモハタ記念』が廃止された。
第1回は北アメリカとアジア地区から招待馬を選出したが、翌年からは招待範囲がヨーロッパ、オセアニアにも広げられ、参加国の多さから「世界一の競走」「競馬のオリンピック」と評されることもあった。さらに1983年からは、地方競馬の所属馬も招待対象に加えられた。
第1回の優勝馬・メアジードーツは、アメリカからやってきた成績の目立たない牝馬の上、当時のコースレコードを1秒更新したことから、日本の競馬関係者に「（日本馬は）永遠に勝てないのではないか」と思わせる衝撃を与えた。そうした懸念は極端なものであったが、創設から1990年までの10年間は外国招待馬の8勝に対し、日本馬はカツラギエース（1984年）とシンボリルドルフ（1985年）の2勝にとどまり、外国招待馬の活躍が目立っていた。しかし、その後は日本馬の活躍が目立つようになり、また外国招待馬の頭数も減った（後述）ことから、2004年から2013年までの10年間でみると外国招待馬は1勝、日本馬は9勝と完全に逆転。中央競馬は海外のホースマンからも世界最高峰との名声を得るに至った。創設から2024年までの優勝は外国招待馬14勝、日本馬30勝である。

### 年表
- 1981年 - 4歳以上の馬による国際招待競走「ジャパンカップ」を創設、東京競馬場の芝2400mで施行[4]。同時にクモハタ記念が廃止。クモハタ記念に寄贈賞を出していた東京放送（TBSラジオ）は本競走には寄贈賞を出さないことになる。
- 1984年 - JRAグレード制施行によりGI[注 5]に格付け。
- 1992年 - 国際セリ名簿基準委員会（ICSC）により国際GIに指定。
- 1999年 - ワールドレーシング・チャンピオンシップに参加（2005年まで）[4]。
- 2000年 - この年から日本の最高賞金競走となる。
- 2001年 - 馬齢表示の国際基準化により、出走条件を「3歳以上」に変更。
- 2008年 - ジャパン・オータムインターナショナルの構成レースに指定[4]。
- 2014年 - ロンジン社とパートナーシップを締結[7]。
- 2019年 
  - 本年に限り「ディープインパクトメモリアル」の副称をつけて施行[32]。
  - 創設以来初めて、外国調教馬の出走が0頭となった[33]。
- 2020年 ‐ この年から全12レースで行うため、実質同レースが最終第12レースとして行われる。
- 2024年 - ロンジンと国際競馬統括機関連盟（IFHA）が公表したワールドベストレース2023で日本競馬史上初めて1位を獲得[14]。

## 歴代優勝馬
コース種別を記載していない距離は、芝コースを表す。
優勝馬の馬齢は、2000年以前も現行表記に揃えている。
外国馬の所属表記は、調教国の出典が示されているもののみ記載する。
| 回     | 施行日          | 競馬場 | 距離  | 優勝馬               | 性齢 | 所属 | タイム | 優勝騎手         | 管理調教師         | 馬主                               | 単勝払戻金 | 単勝人気 | 1着本賞金   | レースレーティング（IFHA） |
| ------ | --------------- | ------ | ----- | -------------------- | ---- | ---- | ------ | ---------------- | ------------------ | ---------------------------------- | ---------- | -------- | ----------- | -------------------------- |
| 第1回  | 1981年 11月22日 | 東京   | 2400m | メアジードーツ       | 牝5  | USA  | 2:25.3 | C.アスムッセン   | J.フルトン         | A.D.シェフラー                     | 1120円     | 5        | 6500万円    |                            |
| 第2回  | 1982年 11月28日 | 東京   | 2400m | ハーフアイスト       | 牡3  | USA  | 2:27.1 | D.マクベス       | S.ホッフ           | B.R.ファイアーストーン             | 3230円     | 6        | 7000万円    |                            |
| 第3回  | 1983年 11月27日 | 東京   | 2400m | スタネーラ           | 牝5  | IRE  | 2:27.6 | B.ラウス         | F.ダン             | F.ダン                             | 420円      | 3        | 7200万円    |                            |
| 第4回  | 1984年 11月25日 | 東京   | 2400m | カツラギエース       | 牡4  | JRA  | 2:26.3 | 西浦勝一         | 土門一美           | 野出一三                           | 4060円     | 10       | 7500万円    |                            |
| 第5回  | 1985年 11月24日 | 東京   | 2400m | シンボリルドルフ     | 牡4  | JRA  | 2:28.8 | 岡部幸雄         | 野平祐二           | シンボリ牧場                       | 200円      | 1        | 7800万円    |                            |
| 第6回  | 1986年 11月23日 | 東京   | 2400m | ジュピターアイランド | 牡7  | GBR  | 2:25.0 | P.エデリー       | C.ブリテン         | タビストック侯爵                   | 1490円     | 8        | 8000万円    |                            |
| 第7回  | 1987年 11月29日 | 東京   | 2400m | ルグロリュー         | 牡3  | FRA  | 2:24.9 | A.ルクー         | R.コレ             | S.ウォルフ                         | 860円      | 3        | 8500万円    |                            |
| 第8回  | 1988年 11月27日 | 東京   | 2400m | ペイザバトラー       | 牡4  | USA  | 2:25.5 | C.マッキャロン   | R.フランケル       | エドムンド・ガン                   | 1490円     | 9        | 9500万円    |                            |
| 第9回  | 1989年 11月26日 | 東京   | 2400m | ホーリックス         | 牝6  | NZL  | 2:22.2 | L.オサリバン     | D.オサリバン       | G.W.ド・グルシー                   | 1990円     | 9        | 1億300万円  |                            |
| 第10回 | 1990年 11月25日 | 東京   | 2400m | ベタールースンアップ | セ5  | AUS  | 2:23.2 | M.クラーク       | D.ヘイズ           | G.ファラー                         | 620円      | 2        | 1億1000万円 |                            |
| 第11回 | 1991年 11月24日 | 東京   | 2400m | ゴールデンフェザント | 牡5  | USA  | 2:24.7 | G.スティーヴンス | C.ウィッティンガム | B.マクノール                       | 1820円     | 7        | 1億2000万円 |                            |
| 第12回 | 1992年 11月29日 | 東京   | 2400m | トウカイテイオー     | 牡4  | JRA  | 2:24.6 | 岡部幸雄         | 松元省一           | 内村正則                           | 1000円     | 5        | 1億3000万円 |                            |
| 第13回 | 1993年 11月28日 | 東京   | 2400m | レガシーワールド     | セ4  | JRA  | 2:24.4 | 河内洋           | 森秀行             | （株）ホースタジマ                 | 1250円     | 6        | 1億3000万円 |                            |
| 第14回 | 1994年 11月27日 | 東京   | 2400m | マーベラスクラウン   | セ4  | JRA  | 2:23.6 | 南井克巳         | 大沢真             | 笹原貞生                           | 1060円     | 6        | 1億3000万円 |                            |
| 第15回 | 1995年 11月26日 | 東京   | 2400m | ランド               | 牡5  | GER  | 2:24.6 | M.ロバーツ       | H.イエンチ         | イットリンゲン牧場                 | 1450円     | 6        | 1億3200万円 |                            |
| 第16回 | 1996年 11月24日 | 東京   | 2400m | シングスピール       | 牡4  | GBR  | 2:23.8 | L.デットーリ     | M.スタウト         | H.H.シェイク・モハメド             | 760円      | 4        | 1億3200万円 |                            |
| 第17回 | 1997年 11月23日 | 東京   | 2400m | ピルサドスキー       | 牡5  | GBR  | 2:25.8 | M.キネーン       | M.スタウト         | ウェインストック卿                 | 460円      | 3        | 1億3200万円 |                            |
| 第18回 | 1998年 11月29日 | 東京   | 2400m | エルコンドルパサー   | 牡3  | JRA  | 2:25.9 | 蛯名正義         | 二ノ宮敬宇         | 渡邊隆                             | 600円      | 3        | 1億3200万円 |                            |
| 第19回 | 1999年 11月28日 | 東京   | 2400m | スペシャルウィーク   | 牡4  | JRA  | 2:25.5 | 武豊             | 白井寿昭           | 臼田浩義                           | 340円      | 2        | 1億3200万円 |                            |
| 第20回 | 2000年 11月26日 | 東京   | 2400m | テイエムオペラオー   | 牡4  | JRA  | 2:26.1 | 和田竜二         | 岩元市三           | 竹園正繼                           | 150円      | 1        | 2億5000万円 |                            |
| 第21回 | 2001年 11月25日 | 東京   | 2400m | ジャングルポケット   | 牡3  | JRA  | 2:23.8 | O.ペリエ         | 渡辺栄             | 齊藤四方司                         | 420円      | 2        | 2億5000万円 |                            |
| 第22回 | 2002年 11月24日 | 中山   | 2200m | ファルブラヴ         | 牡4  | ITA  | 2:12.2 | L.デットーリ     | L.ダウリア         | スクデリーア・ランカティ           | 2050円     | 9        | 2億5000万円 |                            |
| 第23回 | 2003年 11月30日 | 東京   | 2400m | タップダンスシチー   | 牡6  | JRA  | 2:28.7 | 佐藤哲三         | 佐々木晶三         | （株）友駿ホースクラブ             | 1380円     | 4        | 2億5000万円 |                            |
| 第24回 | 2004年 11月28日 | 東京   | 2400m | ゼンノロブロイ       | 牡4  | JRA  | 2:24.2 | O.ペリエ         | 藤沢和雄           | 大迫忍                             | 270円      | 1        | 2億5000万円 |                            |
| 第25回 | 2005年 11月27日 | 東京   | 2400m | アルカセット         | 牡5  | GBR  | 2:22.1 | L.デットーリ     | L.クマーニ         | M.チャールトン                     | 1060円     | 3        | 2億5000万円 |                            |
| 第26回 | 2006年 11月26日 | 東京   | 2400m | ディープインパクト   | 牡4  | JRA  | 2:25.1 | 武豊             | 池江泰郎           | 金子真人ホールディングス（株）     | 130円      | 1        | 2億5000万円 |                            |
| 第27回 | 2007年 11月25日 | 東京   | 2400m | アドマイヤムーン     | 牡4  | JRA  | 2:24.7 | 岩田康誠         | 松田博資           | ダーレー・ジャパン・ファーム（有） | 1090円     | 5        | 2億5000万円 |                            |
| 第28回 | 2008年 11月30日 | 東京   | 2400m | スクリーンヒーロー   | 牡4  | JRA  | 2:25.5 | M.デムーロ       | 鹿戸雄一           | 吉田照哉                           | 4100円     | 9        | 2億5000万円 |                            |
| 第29回 | 2009年 11月29日 | 東京   | 2400m | ウオッカ             | 牝5  | JRA  | 2:22.4 | C.ルメール       | 角居勝彦           | 谷水雄三                           | 360円      | 1        | 2億5000万円 |                            |
| 第30回 | 2010年 11月28日 | 東京   | 2400m | ローズキングダム     | 牡3  | JRA  | 2:25.2 | 武豊             | 橋口弘次郎         | （有）サンデーレーシング           | 880円      | 4        | 2億5000万円 | 121.00                     |
| 第31回 | 2011年 11月27日 | 東京   | 2400m | ブエナビスタ         | 牝5  | JRA  | 2:24.2 | 岩田康誠         | 松田博資           | （有）サンデーレーシング           | 340円      | 2        | 2億5000万円 | 120.75                     |
| 第32回 | 2012年 11月25日 | 東京   | 2400m | ジェンティルドンナ   | 牝3  | JRA  | 2:23.1 | 岩田康誠         | 石坂正             | （有）サンデーレーシング           | 660円      | 3        | 2億5000万円 | 124.25                     |
| 第33回 | 2013年 11月24日 | 東京   | 2400m | ジェンティルドンナ   | 牝4  | JRA  | 2:26.1 | R.ムーア         | 石坂正             | （有）サンデーレーシング           | 210円      | 1        | 2億5000万円 | 119.25                     |
| 第34回 | 2014年 11月30日 | 東京   | 2400m | エピファネイア       | 牡4  | JRA  | 2:23.1 | C.スミヨン       | 角居勝彦           | （有）キャロットファーム           | 890円      | 4        | 2億5000万円 | 125.25                     |
| 第35回 | 2015年 11月29日 | 東京   | 2400m | ショウナンパンドラ   | 牝4  | JRA  | 2:24.7 | 池添謙一         | 高野友和           | 国本哲秀                           | 920円      | 4        | 3億円       | 119.25                     |
| 第36回 | 2016年 11月27日 | 東京   | 2400m | キタサンブラック     | 牡4  | JRA  | 2:25.8 | 武豊             | 清水久詞           | （有）大野商事                     | 380円      | 1        | 3億円       | 119.50                     |
| 第37回 | 2017年 11月26日 | 東京   | 2400m | シュヴァルグラン     | 牡5  | JRA  | 2:23.7 | H.ボウマン       | 友道康夫           | 佐々木主浩                         | 1330円     | 5        | 3億円       | 121.25                     |
| 第38回 | 2018年 11月25日 | 東京   | 2400m | アーモンドアイ       | 牝3  | JRA  | 2:20.6 | C.ルメール       | 国枝栄             | （有）シルクレーシング             | 140円      | 1        | 3億円       | 122.50                     |
| 第39回 | 2019年 11月24日 | 東京   | 2400m | スワーヴリチャード   | 牡5  | JRA  | 2:25.9 | O.マーフィー     | 庄野靖志           | （株）NICKS                        | 510円      | 3        | 3億円       | 118.00                     |
| 第40回 | 2020年 11月29日 | 東京   | 2400m | アーモンドアイ       | 牝5  | JRA  | 2:23.0 | C.ルメール       | 国枝栄             | （有）シルクレーシング             | 220円      | 1        | 3億円       | 124.50                     |
| 第41回 | 2021年 11月28日 | 東京   | 2400m | コントレイル         | 牡4  | JRA  | 2:24.7 | 福永祐一         | 矢作芳人           | 前田晋二                           | 160円      | 1        | 3億円       | 121.25                     |
| 第42回 | 2022年 11月27日 | 東京   | 2400m | ヴェラアズール       | 牡5  | JRA  | 2:23.7 | R.ムーア         | 渡辺薫彦           | （有）キャロットファーム           | 450円      | 3        | 4億円       | 120.75                     |
| 第43回 | 2023年 11月26日 | 東京   | 2400m | イクイノックス       | 牡4  | JRA  | 2:21.8 | C.ルメール       | 木村哲也           | （有）シルクレーシング             | 130円      | 1        | 5億円       | 126.75                     |
| 第44回 | 2024年 11月24日 | 東京   | 2400m | ドウデュース         | 牡5  | JRA  | 2:25.5 | 武豊             | 友道康夫           | （株）キーファーズ                 | 230円      | 1        | 5億円       |                            |

## ジャパンカップの記録

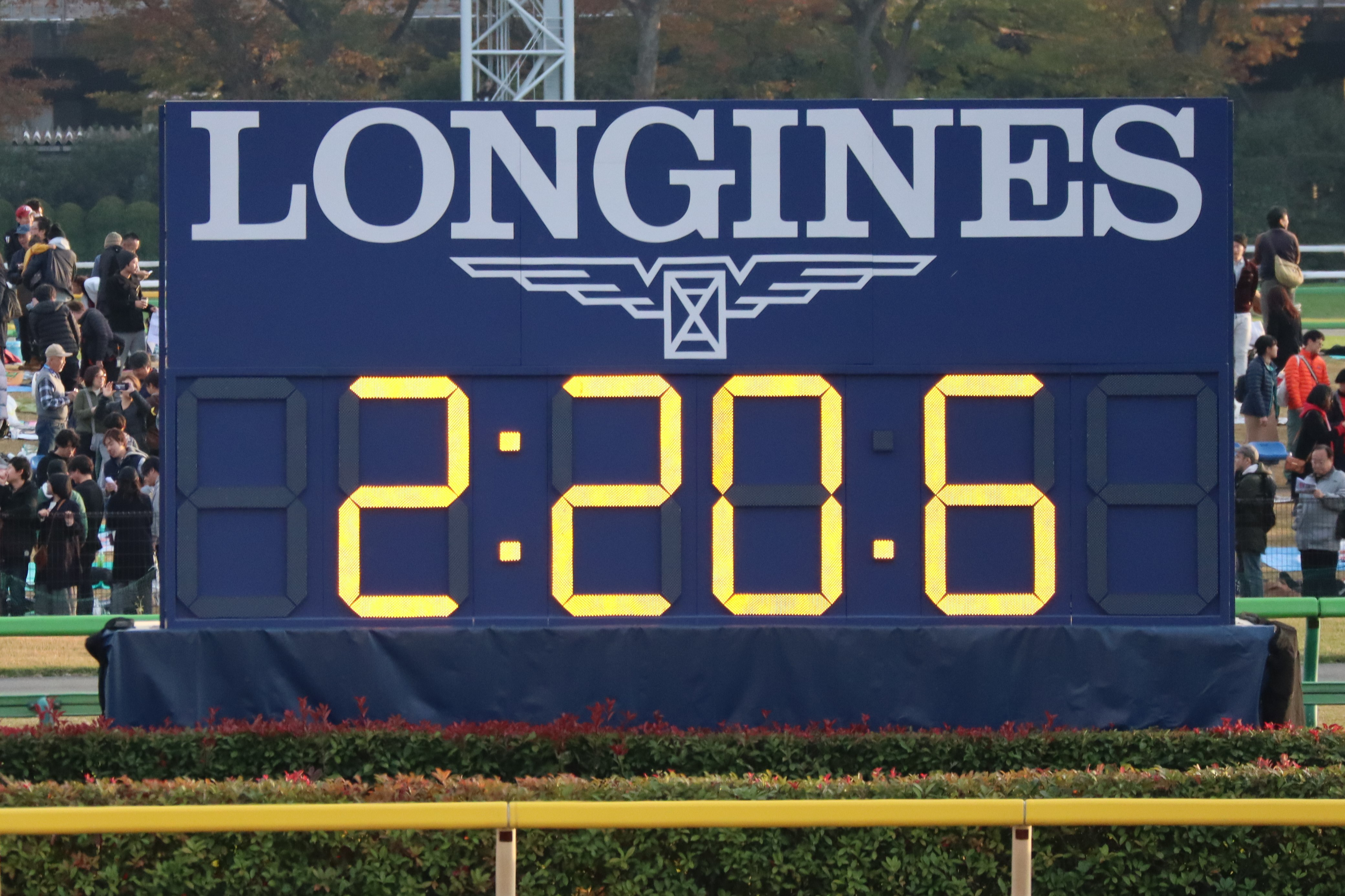
特設されたロンジンのタイマーによる2018年の勝ちタイム表示。

- レースレコード - 2分20秒6（第38回優勝馬アーモンドアイ）[4]　
  - 優勝タイム最遅記録 - 2:28.8（第5回優勝馬シンボリルドルフ）[47]
- 最多優勝騎手 - 5勝
  - 武豊（第19回・第26回・第30回・第36回・第44回）[48]
- 最多優勝調教師 - 2勝
  - M.スタウト（第16回・第17回）、松田博資（第27回・第31回）、角居勝彦（第29回・第34回）、石坂正（第32回・第33回）、国枝栄（第38回・第40回）、友道康夫（第37回・第44回）
- 最多優勝馬主 - 4勝
  - （有）サンデーレーシング（第30-33回）
- 最年長優勝馬 - 7歳
  - ジュピターアイランド（第6回）
- 最大着差
  - タップダンスシチー - 9馬身（第23回）
- 最年長優勝騎手 - 55歳8ヶ月10日
  - 武豊（第44回）
- 最多優勝馬 - 2勝 
  - ジェンティルドンナ（第32回・第33回）、アーモンドアイ（第38回・第40回）[注 13]
- 最多勝利種牡馬 - 4勝
  - ディープインパクト（第32回・第33回・第35回・第41回）
- 親子制覇
  - シンボリルドルフ - トウカイテイオー
  - スペシャルウィーク - ブエナビスタ
  - ディープインパクト - ジェンティルドンナ・ショウナンパンドラ・コントレイル
  - キタサンブラック - イクイノックス

## 外国馬の参戦について
ジャパンカップを含む一連のジャパン・オータムインターナショナルシリーズの直後に、香港国際競走が行われ、そちらへ外国調教馬の参戦が多くなりつつあり、実際ジャパンカップは2019年の開催で外国馬の参加が1頭もないという異常事態となったことを踏まえ、2021年6月28日に日本中央競馬会関西定例会見（大阪市）の席で、「これまで、外国馬の関係者からは、帯同馬を連れていきたいが、走るレースがないと聞いたことがあったのです。今はジャパンカップの前日（平年の第5回東京競馬第7日）に「キャピタルステークス」がありますが、今年（2021年）から、外国馬の大量参戦を促すために、ジャパンカップが開催される週に、賞金条件戦クラスで国際競走を新設する」ことを目指すと、国際・競走担当理事の臼田雅弘が明かした。
そして2021年8月1日に発表された「令和3年度秋季競馬番組」において、調教などで帯同する予定の馬の出走機会を拡大しつつ、ジャパンカップに出走を予定する外国馬がジャパンカップに出走しやすい環境を提供することを目指し、次の競走を国際競走に指定することになった。
| 競走名                 | 施行競馬場 | 開催日・競走番号           | 出走条件             | 距離        |
| ---------------------- | ---------- | -------------------------- | -------------------- | ----------- |
| （一般競走）           | 東京競馬場 | 第5回東京競馬第7日第8競走  | 3歳以上・2勝馬クラス | ダート1400m |
| シャングリラステークス | 東京競馬場 | 第5回東京競馬第7日第10競走 | 3歳以上・3勝馬クラス | ダート1400m |
| オリエンタル賞         | 東京競馬場 | 第5回東京競馬第8日第9競走  | 3歳以上・2勝馬クラス | 芝2000m     |
| ウェルカムステークス   | 東京競馬場 | 第5回東京競馬第8日第11競走 | 3歳以上・3勝馬クラス | 芝2000m     |

さらに、外国馬はこれまで、競馬学校（白井市）か、三木ホースランドパーク（三木市）の国際厩舎で原則1週間程度の検疫を受けなければならなかったが、より一層の外国馬の参戦を促す観点から、東京競馬場内馬場内に、国際厩舎の建設を行うことになった。これは諸外国においてはレースが開催される競馬場内での検疫が行われるのが通例であり、その流れを受けてのものである。2022年5月末に完成し、秋競馬より運用が開始されることになった。これにより、外国馬は国際厩舎6棟・最大12頭が検疫を受けながら、競馬場で直接調整できるようになった。同年10月1日付で東京競馬場の国際厩舎は農林水産省より輸出入検査場所としての指定を受け、正式に検疫厩舎となった。国際厩舎のクラブハウスには24時間馬房を画面で確認できる警備室や打ち合わせのための食堂などを設置。防疫のため、基本的に国際厩舎とクラブハウス間を行き来する際にはシャワールームを通過する構造になっている。さらに施設の周りには一周292mの楕円形追い馬場ダートコースが設置されている。
これらの改革では、2021・22年ともに開放された一般・特別戦の国際競走には帯同の海外調教馬の出走は皆無であったが、ジャパンカップについては2021年は3頭、東京競馬場の国際厩舎が竣工した2022年は4頭と、海外調教馬が皆無であった2019年と比較してコンスタントに参戦が続いている。特に競馬場内の国際厩舎に関しては海外調教馬の陣営からも概ね好評価を得ており、特に競馬場内の厩舎で検疫が可能になったことや、24時間馬房の様子をモニタリングできるシステムなどの環境面での評価を得ている。